# Джон Ліч
Джон Ліч (англ. Jon Leach; нар. 18 квітня 1973) — колишній американський тенісист.
Найвищим досягненням на турнірах Великого шолома було 2 коло в парному розряді.

## Титули на челленджерах

### Парний розряд: (1)
| Ранг | Рік  | Турнір                             | Покриття | Партнер      | Суперники                | Рахунок  |
| ---- | ---- | ---------------------------------- | -------- | ------------ | ------------------------ | -------- |
| 1.   | 1996 | Вайден (Верхній Пфальц), Німеччина | Ґрунт    | Мозе Наварра | Гірт Дзелде Томас Нюдаль | 7–6, 7–5 |